# 芦屯镇
芦屯镇，是中华人民共和国辽宁省营口市鲅鱼圈区下辖的一个乡镇级行政单位。

## 行政区划
芦屯镇下辖以下地区：
芦鸿社区、惠民社区、芦屯堡村、留屯村、四台子村、官屯村、芦屯站村、汝儿姑村、北李屯村、范屯村、小望海村、簸箕寨村、沙岗台村、后安平村、杨屯村、小河子村、周屯村、贺店村、前安平村和驼台铺村。